# Kabinet-Caprivi
Dit artikel geeft een overzicht van het kabinet onder Leo von Caprivi (20 maart 1890 - 26 oktober 1894) in het Duitse Keizerrijk onder keizer Wilhelm II.
| Functie            | Persoon                         | Van       | Tot        |
| ------------------ | ------------------------------- | --------- | ---------- |
| Rijkskanselier     | Leo von Caprivi                 | 20-3-1890 | 26-10-1894 |
| Buitenlandse Zaken | Adolf Marschall von Bieberstein | 31-3-1890 | 29-10-1894 |
| Binnenlandse Zaken | Karl Heinrich von Bötticher     | 20-3-1890 | 29-10-1894 |
| Financiën          | Hellmut von Maltzahn            | 20-3-1890 | 12-8-1893  |
| Financiën          | Arthur von Posadowsky-Wehner    | 12-8-1893 | 29-10-1894 |
| Justitie           | Otto von Öhlschläger            | 20-3-1890 | 2-2-1891   |
| Justitie           | Robert Bosse                    | 2-2-1891  | 24-3-1892  |
| Justitie           | Eduard von Hanauer              | 2-4-1892  | 30-4-1893  |
| Justitie           | Rudolf Arnold Niederding        | 11-7-1893 | 29-10-1894 |
| Marine             | Eduard Heusner                  | 20-3-1890 | 23-4-1890  |
| Marine             | Fritz von Hollmann              | 23-4-1890 | 29-10-1894 |
| Post               | Heinrich von Stephan            | 20-3-1890 | 29-10-1894 |
| Koloniën           | Friedrich Richard Krauel        | 1-4-1890  | 30-6-1890  |
| Koloniën           | Paul Kayser                     | 1-7-1890  | 29-10-1894 |